# Psychologie de l'inconscient
Psychologie de l'inconscient (en allemand : Wandlungen und Symbole der Libido) est un essai de Carl Gustav Jung publié en 1912, puis dans une édition complètement revue en 1952. Il a été traduit en français par Roland Cahen. Jung y expose les bases de sa psychologie analytique, qui a pour finalité l'exploration du psychisme inconscient, dit « objectif ». Jung l'oppose à la psychanalyse de Freud, avec qui il vient de rompre la même année.

## Sommaire
1. La psychanalyse.
2. La théorie de l'Éros.
3. L'autre point de vue : la volonté de puissance.
4. Les types d'attitude.
5. L'inconscient individuel et l'inconscient collectif ou supra-individuel.
6. La méthode synthétique ou constructive.
7. Les archétypes de l'inconscient collectif.
8. Considérations générales sur l'inconscient et la thérapeutique analytique.